# Ichneumon vaginatorius
Ichneumon vaginatorius är en stekelart som beskrevs av Julius Theodor Christian Ratzeburg 1848. Ichneumon vaginatorius ingår i släktet Ichneumon och familjen brokparasitsteklar. Inga underarter finns listade i Catalogue of Life.